# Katlego Mphela
Katlego Abel Mphela (Brits, 29 novembre 1984) è un ex calciatore sudafricano, attaccante.

## Carriera

### Club
Dopo aver tentato da giovanissimo la carriera in Europa, prima nello Strasburgo e poi nello Stade Reims, è tornato nel suo paese natale, dove ha giocato per i Mamelodi Sundowns.

### Nazionale
Durante la finale 3º-4º posto della Confederations Cup 2009, tenutasi in Sudafrica, è stato autore di una doppietta contro la Spagna, mettendo a segno il gol del pareggio nella partita persa per 3-2 ai tempi supplementari.
Durante l'ultima partita della fase a gironi del mondiale sudafricano 2010 realizza il gol del 2-0 contro la Francia. La partita terminerà 2-1 per la sua nazionale che verrà eliminata da quella partita in quanto classificatasi terza.

## Palmarès

### Club

#### Competizioni nazionali
- Campionato sudafricano: 1

Supersport United: 2007-2008